# 岩上二郎
岩上 二郎（いわかみ にろう、1913年（大正2年）11月29日 - 1989年（平成元年）8月16日）は、日本の政治家。茨城県知事（第4・5・6・7代）、参議院議員（3期、自民党）。茨城高等学校中学校校長。清真学園高等学校・中学校初代理事長。

## 人物

### 生い立ち
茨城県那珂郡瓜連町（現那珂市）生まれ。茨城中学校、水戸高等学校から1940年に京都帝国大学法学部を卒業、ブリヂストンに入社したものの、直後に応召し太平洋戦争を戦う。

### 政治家として
1946年に復員し、青年文化運動に参加、1947年に瓜連町長となる。1951年に一旦町長の座を退きペパーダイン大学に留学、地方自治や社会福祉を研究し帰国後の1955年に町長に復帰する。
1959年初めての民選・茨城県知事選挙に、自らが地元組合長をしていた農協組織を中心に設立された茨城県興農政治連盟に擁立され、日本社会党と県職員組合の支援を得て立候補。自民党が支援していた友末洋治を破って当選するが、直ぐに自民党が与党に転向。1971年の知事選ではかつての与党だった社会党から石野久男を対立候補に立てられるほどにまで対立が進んだ。知事在任中は鹿島臨海工業地帯・筑波研究学園都市の開発とアメリカ軍水戸射爆場（跡地は常陸那珂港になった）の返還に力を入れ、「農工両全」の地域開発を目指した。
1974年10月25日、茨城国体の閉会式後、メイン会場となった笠松運動公園陸上競技場で記者会見を行い「手がけた仕事に区切りがついた」として知事五選不出馬を表明した。
1975年に知事退任後、茨城県歴史館長を務め、歴史史料保存法（後の公文書館法）制定に向けた運動に心血を注ぐ。また、鹿島地域の教育のレベルアップを目指した清真学園創立に尽力。1977年12月に妻で参議院議員を務めていた岩上妙子が難病（尋常性天疱瘡）に罹り、辞職。それに伴う翌年2月の参議院議員茨城県選挙区補欠選挙に立候補し当選、以降3期務める。また、科学技術政務次官を務める。議員立法で「公文書館法」を制定する。
1987年11月の秋の叙勲で勲一等に叙され、瑞宝章を受章する。
参議院議員在職中の1989年8月16日、肝不全のため慶應義塾大学病院で死去した。75歳没。同月18日、特旨を以て位八級を追陞され、死没日付をもって従七位から従三位に叙された。哀悼演説は同年10月2日、参議院本会議で同じ自由民主党の板垣正により行われた。
岩上二郎の死去に伴う欠員補充の補欠選挙では、代わって妻の妙子が立候補の意思を示したが、保守分裂の様相を呈したため、関係者の説得により断念。候補が一本化された野村五男が当選した。